# Lopholejeunea borneensis
Lopholejeunea borneensis là một loài Rêu trong họ Lejeuneaceae. Loài này được (Stephani) Verd. mô tả khoa học đầu tiên năm 1934.